# Tivolipark

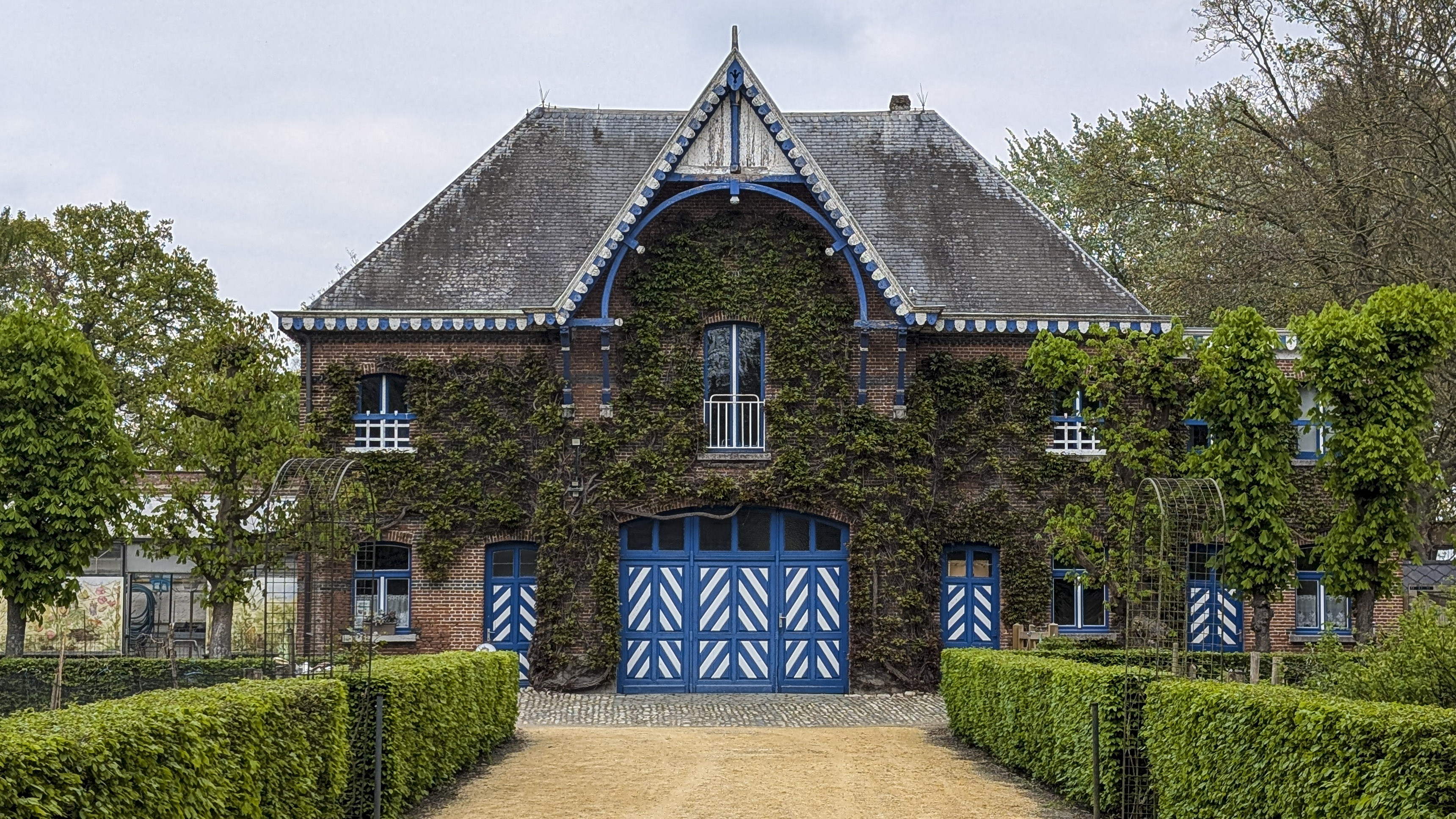
Tivolipark

Het Tivolipark is een park in de Belgische stad Mechelen. In het park ligt het kasteel Tivoli, een kinderboerderij, een speeltuin en een brasserie.

## Geschiedenis
De eerste eigenaar van deze plek was de Mechelaar Corneel Scheppers. Zijn jongste zoon was Victor Corneel, de latere monseigneur Scheppers. 
In 1792 bezocht hij het stadje Tivoli in de buurt van Rome. De talrijke vijvers en fonteinen daar inspireerden hem. In 1802 besloot hij om in zijn geboortestad Mechelen een domein aan te leggen dat hij naar Tivoli noemde. De stad Mechelen is sinds 1978 eigenaar van het domein en is het een beschermd stadsgezicht.

## Domein
De tuin omvat een vijver, met de vrijkomende grond werd een heuvel opgeworpen. Er zijn grasperken en boomgroepen. Verder is er een geometrisch aangelegde siertuin en een Herculestempeltje. Het carillonmonument werd na 1980 opgericht ter herinnering aan Louis Neefs. Het park bezit een aantal belangwekkende bomen. Er is een toegangsdreef, een portierswoning (1905) en een hovenierswoning en koetshuis (1890).
Vlakbij een ingang loopt de Vrouwvliet.

## Galerij

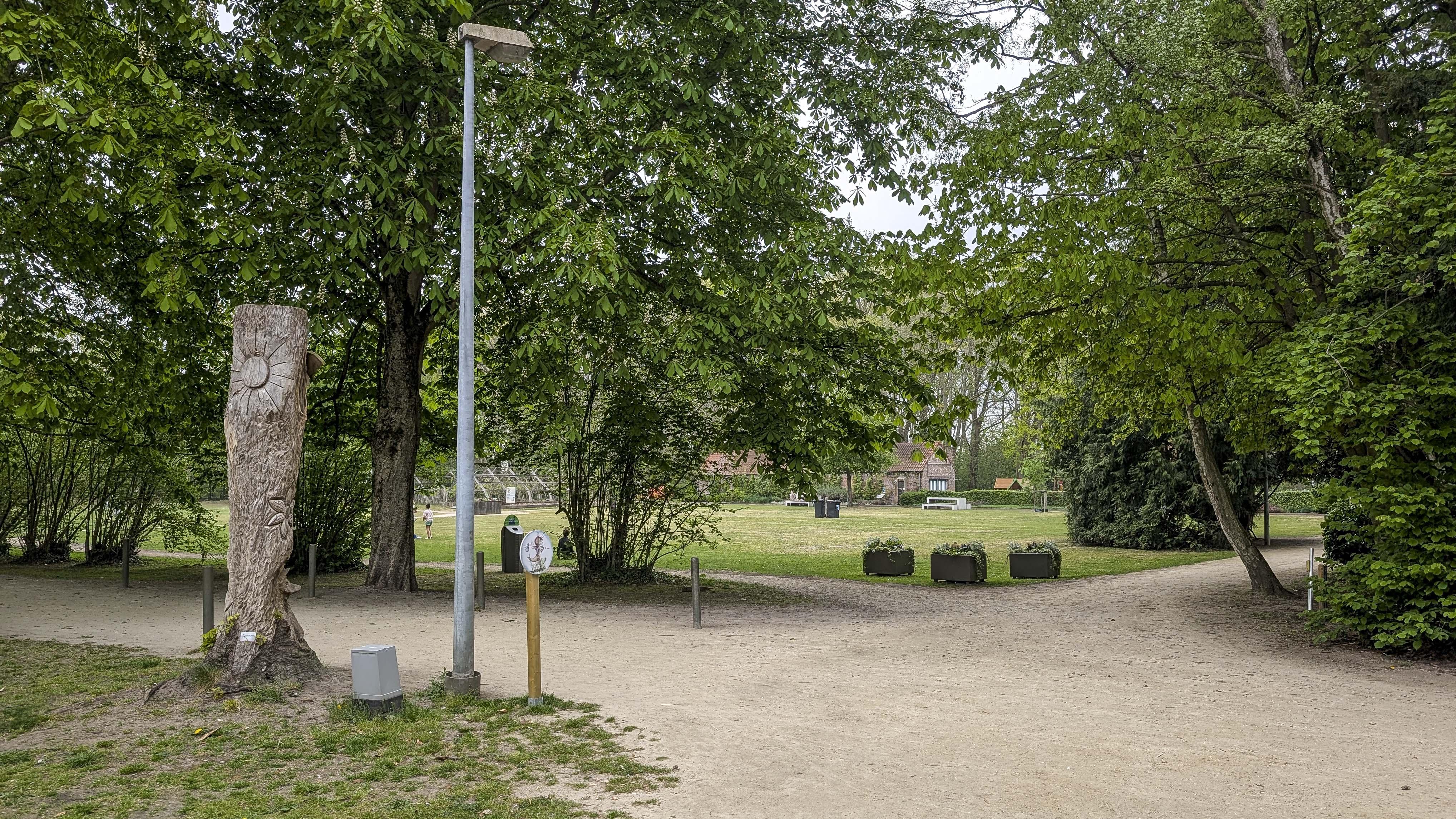
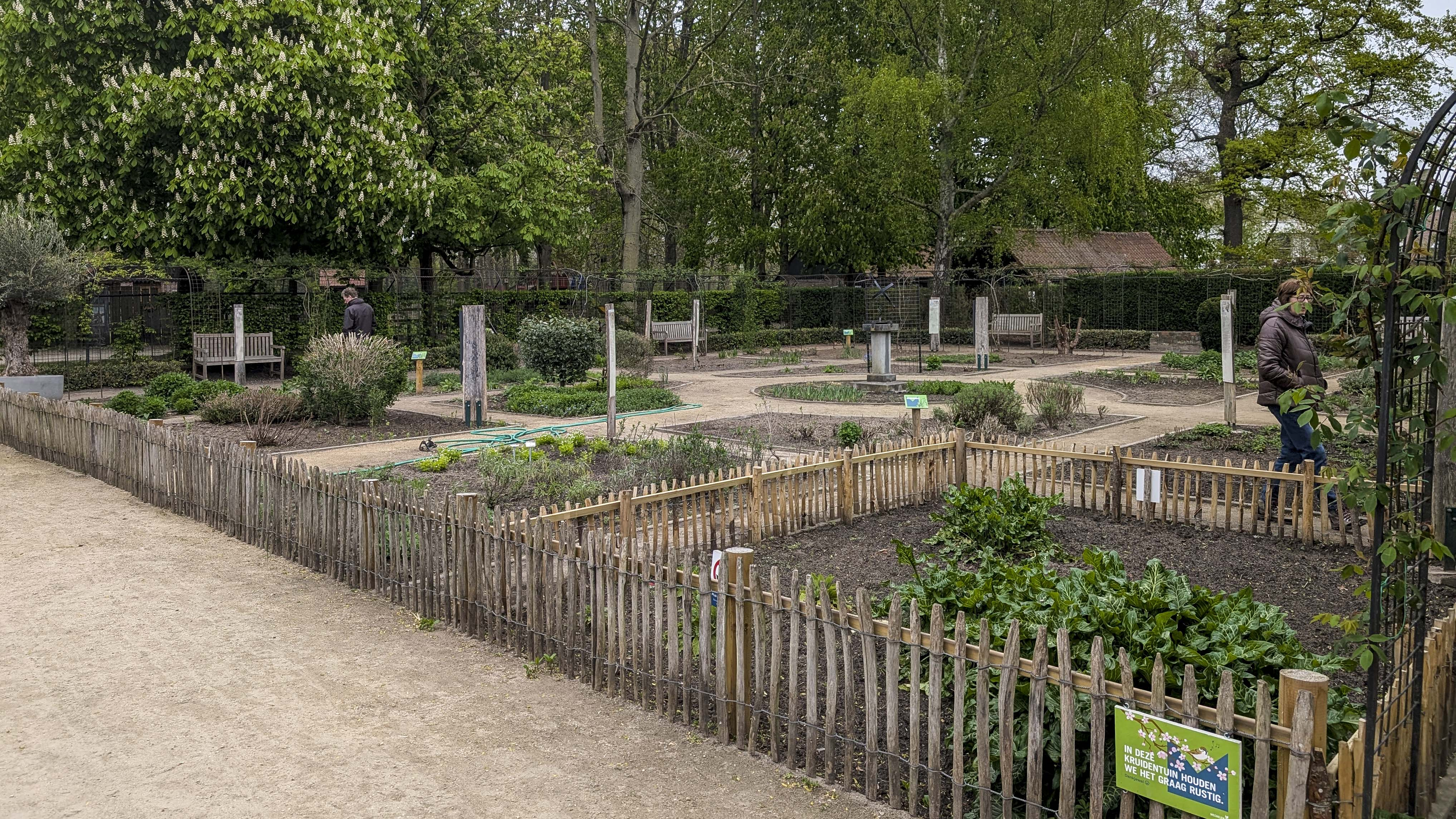
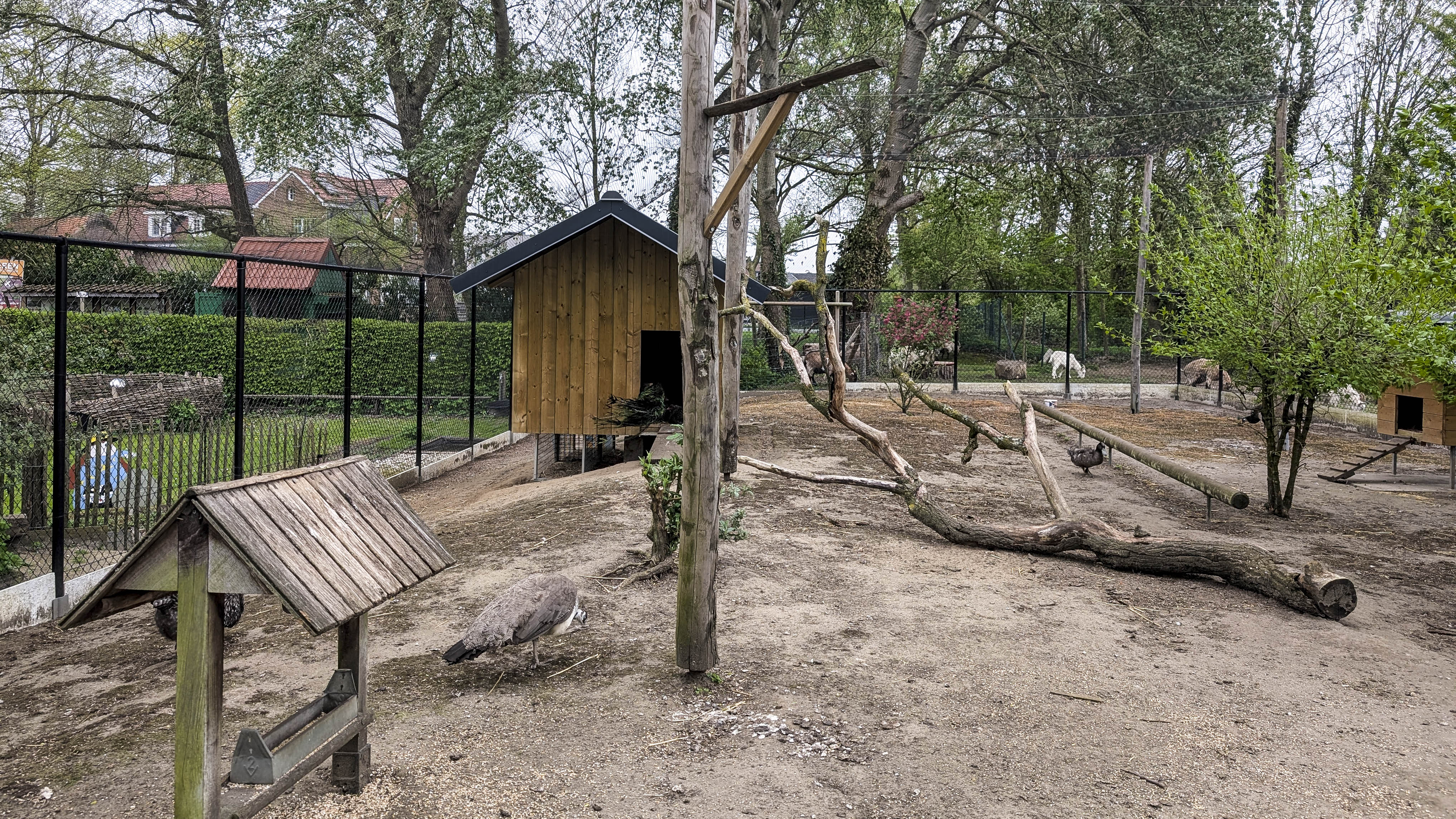
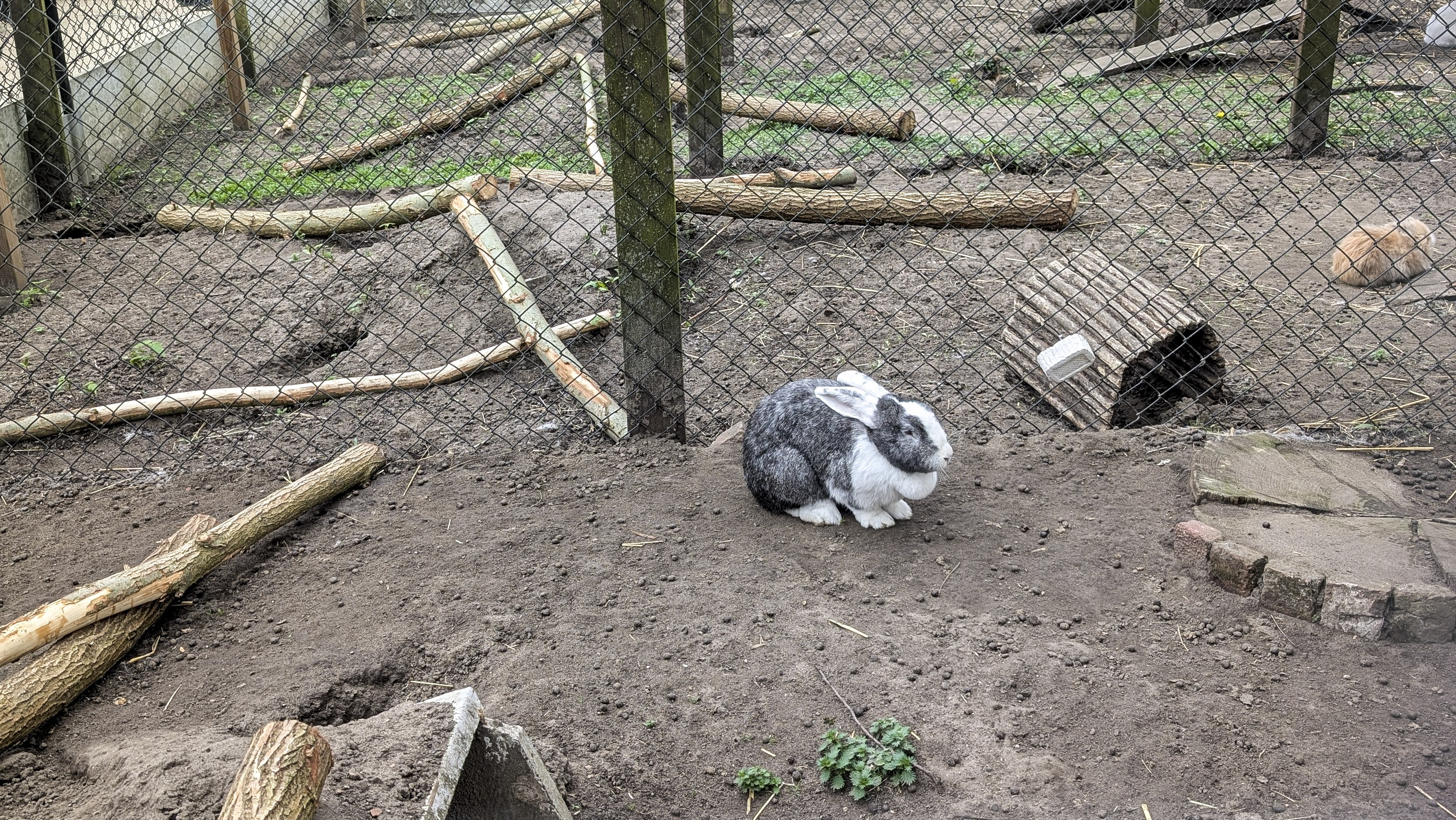
Duitse reus
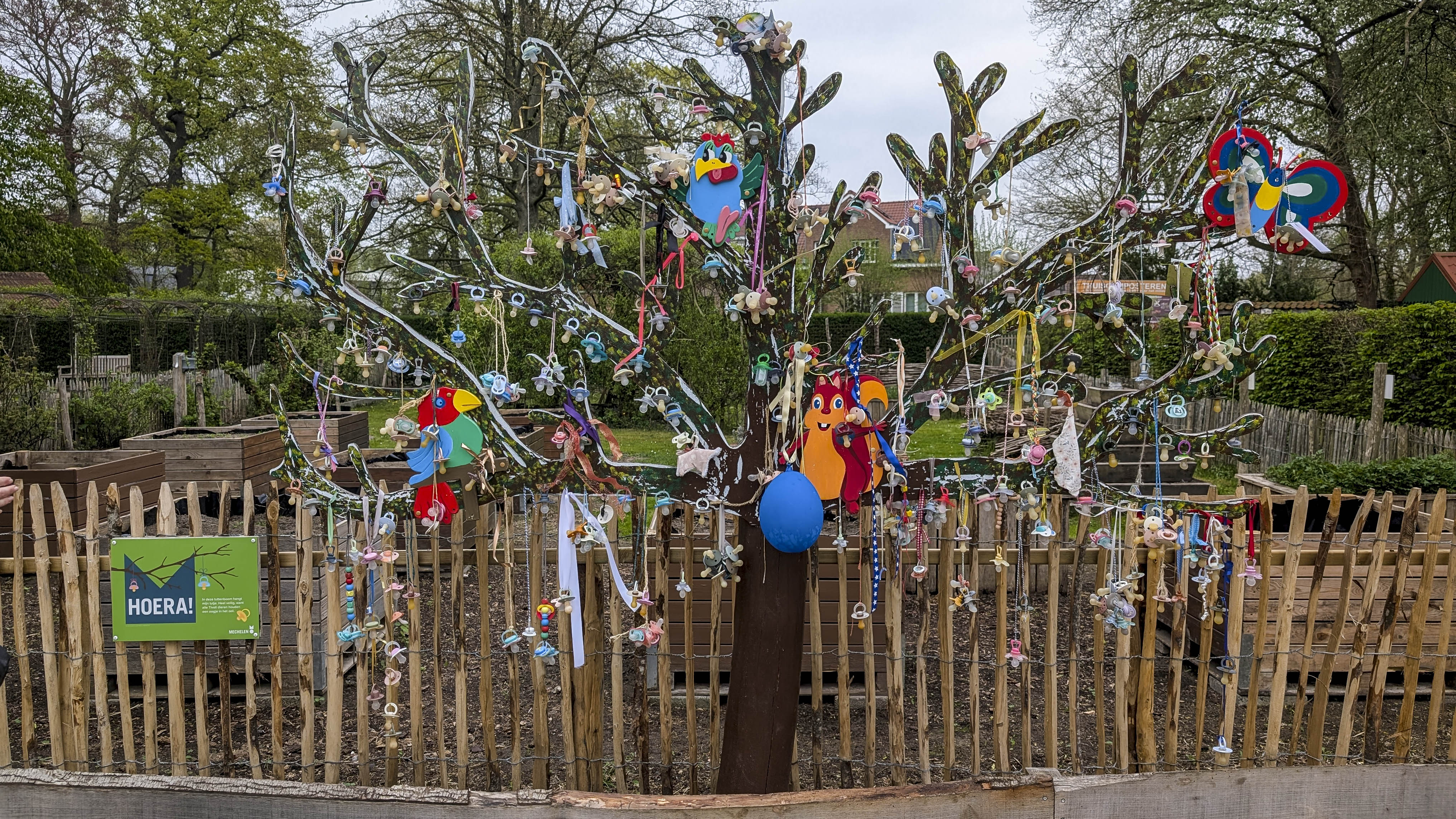
Tuttenboom
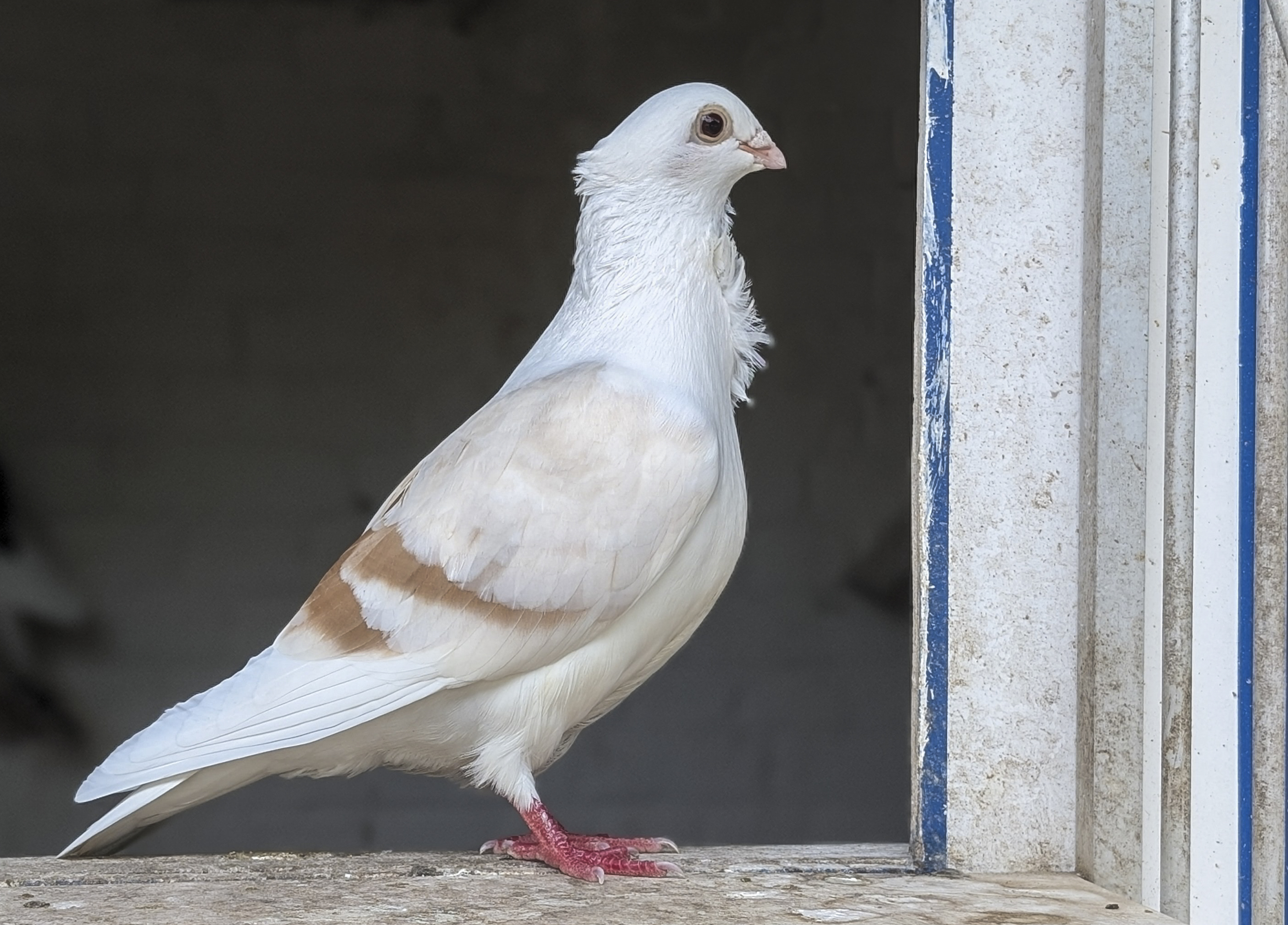
Vlaanderse smierel